# Ліссе (футбольний клуб)
«Ліссе» (нід. FC Lisse) — нідерландський футбольний клуб із міста Ліссе, заснований у 1981 році. Виступає в третій лізі нідерландського футболу.